# Imidaklopryd
Imidaklopryd, imidakloprid – organiczny związek chemiczny z grupy związków heterocyklicznych; na jego szkielet składa się pierścień pirydynowy i imidazolinowy połączone mostkiem metylenowym, co czyni go podobnym strukturalnie do nikotyny. Jest insektycydem ogólnoustrojowym z grupy neonikotynoidów. Zakłóca działanie transmisji bodźców w układzie nerwowym owadów. Powoduje blokadę receptorów nikotynowych, prowadząc do akumulacji acetylocholiny, ważnego neuroprzekaźnika, co skutkuje paraliżem lub śmiercią owada. Środek działa przez kontakt bezpośredni i drogą pokarmową. Wiąże znacznie silniej receptory nerwowe owadów niż ssaków, jest więc bardziej toksyczny dla owadów niż dla ssaków (w przeciwieństwie do nikotyny). Jest najszerzej używanym środkiem owadobójczym na świecie według danych sprzed 1999 roku.
Chociaż związek ten nie jest już chroniony patentem, jego największym producentem jest Bayer CropScience (część Bayer AG). Środek ten jest sprzedawany pod wieloma nazwami jako produkt do różnych zastosowań: może być wtłaczany do gruntu lub w strukturę drzewa, rozprowadzany na rośliny albo rozpylany na liście.
Imidaklopryd jest szeroko stosowany do zwalczania szkodników w rolnictwie. Używany jest również jako środek zabezpieczający fundamenty przed zniszczeniami spowodowanymi przez termity, zwalczania szkodników w ogrodach i darniny, w środkach owadobójczych dla zwierząt domowych (przeciw pchłom) i w ochronie drzew przed szkodnikami niszczącymi drewno.
Aktualne badania sugerują, że szerokie użycie imidakloprydu i innych pestycydów w rolnictwie mogą przyczyniać się do masowego ginięcia pszczół, spadku liczby pszczół obserwowanego w Europie i Ameryce Północnej od 2006.
W styczniu 2013 Europejski Urząd ds. Bezpieczeństwa Żywności oświadczył, że neonikotynoidy stwarzają nadzwyczajnie wysokie ryzyko dla pszczół i również, że badania sponsorowane przez przemysł chemiczny potwierdzające nieszkodliwość tych produktów, na podstawie których organy regulacyjne się opierały mogą być błędne. Europejski Urząd ds. Bezpieczeństwa Żywności wnioskuje „Wysokie i ostre ryzyko dla pszczół zostało zidentyfikowane w przypadku ekspozycji na pyłek przeniesiony z powłok nasion kukurydzy, rzepaku i zbóż. Wysokie i ostre ryzyko dla pszczół zostało również stwierdzone w wypadku wystawienia na działanie pozostałości w nektarze i/lub pyłku”. Autor opracowania dla Science zasugerował, że badania prowadzone przez koncerny mogły być celowo mylące.

## Dozwolone stosowanie
Imidaklopryd jest najbardziej powszechnie stosowanym insektycydem na świecie.
- Rolnictwo – zwalczanie szkodników: mszyce, wciornastki[15], owady tarczówkowate i inne owady uszkadzające rośliny uprawne
- Leśnictwo – zwalczanie szkodników takich jak: Agrilus planipennis i innych owadów niszczących drzewa (m.in. choiny, klony, dęby, brzozy)[9]
- Ochrona domów – zwalczanie termitów, mrówek, karaczanów i owadów wilgociolubnych
- Zwierzęta domowe – zwalczanie pcheł
- Ochrona darniny – zwalczanie larw Popillia japonica
- Ogrodnictwo – zwalczanie mszyc i innych szkodników

W razie użycia na roślinach imidaklopryd, działający ogólnoustrojowo, jest wchłaniany przez korzenie i powoli przemieszcza się w górę rośliny przez ksylem.

## Zastosowanie w ochronie drzew
W przypadku zastosowania na drzewach, może minąć od 30 do 60 dni (w zależności od ich rozmiaru i wysokości) do osiągnięcia skutecznego stężenia w liściach. Imidaklopryd dostaje się do pni, gałęzi, liści i nasion. W niewielkich ilościach może być znajdowany w kwiatach. Niektóre gatunki drzew owocowych, lipy, surmie lub robinie, są wiatropylne i dodatkowo zapylane przez pszczoły, co stwarza potencjalne ryzyko dla tych owadów. W przypadku owadów niszczących drewno, stężenia imidakloprydu muszą być większe, dla osiągnięcia efektu ochronnego.

## Mechanizm działania
Imidaklopryd jest ogólnoustrojowym pestycydem chloronikotynilowym, należącym do kategorii neonikotynoidów. Zakłóca przekazy nerwowe i nieodwracalnie blokuje receptory nikotynowe. Jako pestycyd ogólnoustrojowy, imidaklopryd przemieszcza się łatwo w ksylemie roślin od gruntu do liści, owoców, pyłku i nektaru. Imidaklopryd wyróżnia doskonała zdolność przenikania przez nabłonek liścia do tkanek. Ponieważ imidaklopryd jest skuteczny w bardzo niskich dawkach (nanogram i pikogram), może być stosowany w niższych stężeniach (np. 55–140 g/ha) niż inne pestycydy. Dostępność imidakloprydu i jego niższa toksyczność w porównaniu do innych środków dostępnych w latach 90. w Stanach Zjednoczonych pozwoliła zastąpić nim bardziej toksyczne pestycydy, takie jak inhibitory acetylocholiesterazy, związki fosforoorganiczne i metylokarbaminiany.

## Wpływ na środowisko
Imidaklopryd jest usuwany ze środowiska poprzez fotolizę (okres półrozpadu = 1–4 godz.) i wchłanianie przez rośliny. Końcowym produktem rozkładu przy udziale światła są: kwas chloronikotynowy i dwutlenek węgla. Imidaklopryd ma niskie ciśnienie parowania i nie ulatnia się łatwo do atmosfery. Szybko rozpada się w wodzie przy udziale światła, lecz jest on trwały w wypadku braku dostępu do światła. W ciemności, w środowisku o pH pomiędzy 5 a 7, rozpada się bardzo powoli, a w warunkach pH 9 okres półrozpadu wynosi około roku. W glebie i w warunkach tlenowych jest trwały, z okresem półrozpadu około 1–3 lat.
Imidaklopryd jest niestabilny, szybko się rozkłada w wodzie i pod wpływem światła. Bez dostępu do światła rozpada się powoli. Potencjalnie, może pozostawać w wodzie gruntowej przez dłuższy okres. W badaniach wód gruntowych nie był zwykle obecny. Jeśli był on wykrywany to w bardzo niskich ilościach, zwykle w stężeniach niższych niż 1 części ma miliard (ppb). Maksymalna odnotowana wartość to 7 ppb (7 części na miliard), która jest poniżej poziomu zagrożenia dla ludzkiego zdrowia. Wykrycia miały zazwyczaj miejsce w strefach o porowatym bądź piaszczystym gruncie, z małą zawartością cząstek organicznych, gdzie ryzyko wymywania jest wysokie – i/bądź gdzie poziom wód gruntowych jest bliski powierzchni.
Zgodnie ze standardami Ministerstwa Ochrony Środowiska Kanady należyte stosowanie produktu (np. respektując dawki, bez używania irygacji i w przypadkach kiedy intensywne opady deszczu nie są prognozowane), imidaklopryd nie przedostaje się do głębszych warstw gruntu pomimo swojej wysokiej rozpuszczalności w wodzie (Rouchaud et al. 1994; Tomlin 2000; Krohn and Hellpointner 2002). W serii prób na polach przeprowadzonych przez Rouchaud et al. (1994, 1996), w których imidaklopryd był stosowany na poletkach buraka cukrowego, dowiedziono, że nie wystąpiło wymycie do wierzchniej warstwy gruntu. Imidaklopryd był stosowany na polu kukurydzy w Minnesocie i nie odnaleziono żadnych pozostałości w próbkach głębszych niż 15,2 cm (Rice et al. 1991, tak jak w Mulye 1995).
Imidaklopryd ma wysoką zdolność przenikania do wód powierzchniowych i gruntowych. Tym samym, w.w. agencje rządowe ostrzegają przed stosowaniem produktu w strefach o przemakalnym gruncie i w których woda gruntowa znajduje się płytko.
Badania wód na obszarach gdzie używany był imidaklopryd wskazały na jego obecność w 89% próbek w stężeniach 0,1–3,2 µg/l. 19% próbek przekroczyło próg toksyczności przewlekłej dla wodnych organizmów bezkręgowych wynoszący 1,05 µg/L. Autorzy wskazują, że kanadyjskie i europejskie wytyczne są znacznie niższe (odpowiednio 0,23 µg/l i 0,067 µg/l) i byłyby przekroczone w odpowiednio 73% i 83% próbek wody z badań. Autorzy wnioskują, że „imidaklopryd często wydostaje się poza obszar stosowania i zanieczyszcza wody powierzchniowe w stężeniach, które mogą zagrażać wodnym organizmom bezkręgowym”.

## Toksykologia
Na podstawie badań laboratoryjnych imidaklopryd został uznany za „średnio toksyczny” dla ssaków w przypadku wchłonięcia doustnego i nisko toksyczny przez kontakt skórny. Został również uznany za prawdopodobnie nierakotwórczy i słabo mutagenny. Maksymalny próg tolerowany w żywności waha się od 0,02 mg/kg dla jaj do 3,0 mg/kg dla chmielu. Toksyczność dla zwierząt jest słaba w przypadku kontaktu doustnego i niska w przypadku działania przez skórę.

### Pszczoły i inne owady
Imidaklopryd to jeden z najbardziej toksycznych insektycydów dla pszczół. Toksyczność ostra doustna LD50 waha się od 0,005 µg/pszczołę do 0,007 µg/pszczołę, co czyni imidaklopryd bardziej trującym niż pestycydy fosforoorganiczne lub pyretroidy. Toksyczność tej substancji różni się od innych insektycydów tym, że imidaklopryd jest znacznie bardziej toksyczny doustnie niż przez kontakt.
Imidaklopryd został po raz pierwszy użyty na szeroką skalę w Stanach Zjednoczonych w 1996.
W 2006 amerykańscy komercyjni pszczelarze odnotowali gwałtowny spadek ilości pszczół. Takie przypadki zdarzały się już wcześniej, jednakże tym razem, dorosłe osobniki opuszczały swoje roje. Naukowcy nazwali to zjawisko masowym ginięciem pszczół. Badania pokazują, że pszczelarze z większości stanów byli dotknięci tym fenomenem. Chociaż nie ustalono jednej przyczyny powodującej masowe ginięcie pszczół, to Departament Rolnictwa Stanów Zjednoczonych w swoim raporcie stwierdził, że może być to syndrom powodowany przez różne współdziałające ze sobą czynniki. Niektóre badania pokazują, że dawki subletalne imidakloprydu zwiększają podatność pszczół na choroby.
David Goulson (2012) z University of Stirling ukazał, że nawet nieznaczne stężenie imidakloprydu w badaniach laboratoryjnych i w szklarniach może się przekładać na znaczące objawy na polach. Roje pszczół spożywających ten pestycyd traciły 85% królowych, podwójnie wzrosła też liczba pszczół niepowracających z żeru.
Lu i inni (2012) pokazali, że są w stanie odtworzyć syndrom masowego ginięcia pszczół, podając dawki imidakloprydu mniejsze od śmiertelnych. Ule poddane działaniu tego pestycydu były opustoszałe. Autorzy wykluczają patogeny jako przyczynę.
W maju 2012 naukowcy z Uniwersytetu z San Diego opublikowali opracowanie ukazujące, że pszczoły wystawione na działanie małych dawek imidakloprydu wcześniej uznanych za bezpieczne stały się „wybredne” i jadały jedynie najsłodsze nektary, odmawiając tych mniej słodkich. Odkryto również, że pszczoły wystawione na działanie imidakloprydu wykonywały rzadziej taniec pszczół mający zwabić inne pszczoły z roju na żerowisko. Badania Canadian Forest Service wskazały, że imidaklopryd stosowany na drzewach powoduje wolniejsze tempo rozkładu opadłych liści, na skutek oddziaływania na gatunki bezkręgowców, niebędące docelowymi dla tego pestycydu.
Badanie z 2012 dostarczyło dowodów, że działanie niższych niż śmiertelne dawek zawartych w syropie glukozo-fruktozowym, używanym do karmienia pszczół, gdy nie mają dostępu do żerowiska, powoduje symptomy masowego ginięcia pszczół 23 tygodnie od ekspozycji na ten pestycyd. Badacze zasugerowali, że „opóźniona śmiertelność pszczół spowodowana przez imidaklopryd zawarty w syropie glukozo-fruktozowym jest nowym i prawdopodobnym mechanizmem masowego ginięcia pszczół i powinna być potwierdzona w przyszłych badaniach”.
W styczniu 2013 Europejski Urząd do spraw Bezpieczeństwa Żywności uznał, że pestycydy z grupy neonikotynoidów stanowią wyższe niż akceptowalne ryzyko dla pszczół, a badania prowadzone uprzednio przez producentów środków ochrony roślin są obarczone błędami.

### Ptaki
Ptaki poddane działaniu tego pestycydu objawiały ataksję, opadanie skrzydeł, nadpobudliwość, zmiany w fizjologii jelit i wątroby. W badaniu dot. toksyczności rozrodczej przepiór wirginijskich zaobserwowano zmniejszenie grubości skorupek jaj i spadek wagi dorosłych osobników w przypadku wartości 240 mg a.i./kg diety. Według Europejskiego Urzędu ds. Bezpieczeństwa Żywności, imidaklopryd stwarza potencjalnie ostre ryzyko dla roślinożernych i owadożernych ptaków, jak i ssaków żywiących się ziarnem. Przewlekłe ryzyko nie zostało pewnie potwierdzone.

### Gatunki wodne
Imidaklopryd wyróżnia wysoka toksyczność ostra dla bezkręgowców wodnych o wartości LD50 = 0,037–0,115 ppm. Jest on również wysoce toksyczny w sposób przewlekły, wpływając na rozwój i ruch. Toksyczność dla ryb jest relatywnie niska.

### Rośliny
Wykazano, że imidaklopryd wycisza niektóre geny gatunków roślin odpowiadających za produkcję substancji ochronnych. W ten sposób używanie imidakloprydu jako insektycydu w rzeczywistości zwiększa ryzyko ataku szkodników.

## Wpływ na zdrowie
Neonikotynoidy mogą działać szkodliwie na ludzkie zdrowie, w szczególności na rozwijający się mózg.